# Cupa UEFA 1993-1994
Cupa UEFA 1993-1994 a fost a 23-a ediție a competiției de fotbal Cupa UEFA și a 36-a dacă se iau în calcul cele 13 ediții ale Cupei Orașelor Târguri (Inter-Cities Fairs Cup). Formatul folosit a fost identic cu cel din ultimii 25 de ani (primul în 1968-1969), 6 tururi eliminatorii, tur-retur, inclusiv finala, și care urma să fie folosit pentru ultima dată, din 1994-1995 introducându-se un tur preliminar.

## Echipe participante
Au participat 64 de echipe din 31 de țări:
 (4) Germania: ; 

 (4) Italia: Cagliari, Internazionale, Juventus, Lazio Roma; 

 (4) Spania: ; 

 (3) Belgia: ; 

 (3) Franța: ; 

 (3) Olanda: ; 

 (3) Portugalia: ; 

 (3) România: Dinamo București, Gloria Bistrița, Rapid București; 

 (3) Rusia: ; 

 (3) Scoția: ; 

 (2) Anglia: Aston Villa, Norwich City; 

 (2) Austria: ; 

 (2) Bulgaria: ; 

 (2) Danemarca: ; 

 (2) Elveția: ; 

 (2) Grecia: ; 

 (2) Slovacia: ; 

 (2) Suedia: ; 

 (2) Turcia: ; 

 (2) Ungaria: ; 

 (1) Cehia: ; 

 (1) Cipru: ; 

 (1) Finlanda: ; 

 (1) Irlanda: ; 

 (1) Irlanda de Nord: ; 

 (1) Islanda: ; 

 (1) Luxemburg: ; 

 (1) Malta: ; 

 (1) Norvegia: ; 

 (1) Slovenia: ; 

 (1) Ucraina: ;

## Rezultate

### Turul 1
| Gazde (tur)                         | Scor | Oaspeți (tur)                  | Tur | Retur | Extra |
| ----------------------------------- | ---- | ------------------------------ | --- | ----- | ----- |
| (Elveția) Young Boys                | 0-1  | Celtic (Scoția)                | 0-0 | 0-1   |       |
| (Turcia) Kocaelispor                | 0-2  | Sporting Lisabona (Portugalia) | 0-0 | 0-2   |       |
| (Austria) Austria Salzburg          | 4-0  | DAC Dunajska Streda (Slovacia) | 2-0 | 2-0   |       |
| (Belgia) Royal Antwerp              | 4-2  | Maritimo Funchal (Portugalia)  | 2-0 | 2-2   |       |
| (Rusia) Dinamo Moscova              | 2-7  | Eintracht Frankfurt (Germania) | 0-6 | 2-1   |       |
| (Ucraina) Dnipro Dnipropetrovsk     | 4-2  | Admira Wacker (Austria)        | 1-0 | 3-2   |       |
| (Danemarca) Aalborg                 | 1-5  | Deportivo La Coruña (Spania)   | 1-0 | 0-5   |       |
| (Slovacia) Slovan Bratislava        | 1-2  | Aston Villa (Anglia)           | 0-0 | 1-2   |       |
| (Scoția) Hearts                     | 2-4  | Atlético Madrid (Spania)       | 2-1 | 0-3   |       |
| (Cehia) Slavia Praga                | 1-2  | OFI Heraklion (Grecia)         | 1-1 | 0-1   |       |
| (Italia) Lazio Roma                 | 4-0  | Lokomotiv Plovdiv (Bulgaria)   | 2-0 | 2-0   |       |
| (Luxemburg) Union Luxembourg        | 0-5  | Boavista (Portugalia)          | 0-1 | 0-4   |       |
| (Irlanda) Bohemians Dublin          | 0-6  | Bordeaux (Franța)              | 0-1 | 0-5   |       |
| (Irlanda de Nord) Crusaders Belfast | 0-4  | Servette Geneva (Elveția)      | 0-0 | 0-4   |       |
| (Franța) FC Nantes                  | 2-4  | Valencia (Spania)              | 1-1 | 1-3   |       |
| (Germania) Karlsruher SC            | 2-1  | PSV Eindhoven (Olanda)         | 2-1 | 0-0   |       |
| (Suedia) IFK Norrköping             | 1-2  | KV Mechelen (Belgia)           | 0-1 | 1-1   |       |
| (Islanda) KR Reykjavik              | 1-2  | MTK Budapesta (Ungaria)        | 1-2 | 0-0   |       |
| (Turcia) Trabzonspor                | 6-2  | FC Valletta (Malta)            | 3-1 | 3-1   |       |
| (România) Dinamo București          | 3-4  | Cagliari (Italia)              | 3-2 | 0-2   |       |
| (Suedia) Östers IF                  | 2-7  | Kongsvinger IL (Norvegia)      | 1-3 | 1-4   |       |
| (Italia) Juventus                   | 4-0  | Lokomotiv Moscova (Rusia)      | 3-0 | 1-0   |       |
| (Spania) Tenerife                   | 3-2  | Auxerre (Franța)               | 2-2 | 1-0   |       |
| (Bulgaria) Botev Plovdiv            | 3-8  | Olympiakos Piraeus (Grecia)    | 2-3 | 1-5   |       |
| (Finlanda) Kuusysi Lahti            | 6-1  | Waregem (Belgia)               | 4-0 | 2-1   |       |
| (Danemarca) Brøndby IF              | 3-3  | Dundee United (Scoția)         | 2-0 | 1-3   |       |
| (România) Gloria Bistrița           | 0-2  | NK Maribor (Slovacia)          | 0-0 | 0-2   |       |
| (Germania) Borussia Dortmund        | 1-0  | Alania Vladikavkaz (Rusia)     | 0-0 | 1-0   |       |
| (Olanda) FC Twente Enschede         | 3-7  | Bayern München (Germania)      | 3-4 | 0-3   |       |
| (Anglia) Norwich City               | 3-0  | Vitesse Arnhem (Olanda)        | 3-0 | 0-0   |       |
| (Italia) Internazionale             | 5-1  | Rapid București (România)      | 3-1 | 2-0   |       |
| (Ungaria) FC Vac                    | 2-4  | Apollon Limassol (Cipru)       | 2-0 | 0-4   |       |

### Șaisprezecimi de finală
| Gazde (tur)                    | Scor | Oaspeți (tur)                   | Tur | Retur | Extra |
| ------------------------------ | ---- | ------------------------------- | --- | ----- | ----- |
| (Scoția) Celtic                | 1-2  | Sporting Lisabona (Portugalia)  | 1-0 | 0-2   |       |
| (Austria) Austria Salzburg     | 2-0  | Royal Antwerp (Belgia)          | 1-0 | 1-0   |       |
| (Germania) Eintracht Frankfurt | 2-1  | Dnipro Dnipropetrovsk (Ucraina) | 2-0 | 0-1   |       |
| (Spania) Deportivo La Coruña   | 2-1  | Aston Villa (Anglia)            | 1-1 | 1-0   |       |
| (Spania) Atlético Madrid       | 1-2  | OFI Heraklion (Grecia)          | 1-0 | 0-2   |       |
| (Italia) Lazio Roma            | 1-2  | Boavista (Portugalia)           | 1-0 | 0-2   |       |
| (Franța) Girondins Bordeaux    | 3-1  | Servette Geneva (Elveția)       | 2-1 | 1-0   |       |
| (Spania) Valencia              | 3-8  | Karlsruher SC (Germania)        | 3-1 | 0-7   |       |
| (Belgia) KV Mechelen           | 6-1  | MTK Budapesta (Ungaria)         | 5-0 | 1-1   |       |
| (Turcia) Trabzonspor           | 1-1  | Cagliari (Italia)               | 1-1 | 0-0   |       |
| (Norvegia) Kongsvinger IL      | 1-3  | Juventus (Italia)               | 1-1 | 0-2   |       |
| (Spania) Tenerife              | 5-5  | Olympiakos Piraeus (Grecia)     | 2-1 | 3-4   |       |
| (Finlanda) Kuusysi Lahti       | 2-7  | Brøndby IF (Danemarca)          | 1-4 | 1-3   |       |
| (Slovenia) NK Maribor          | 1-2  | Borussia Dortmund (Germania)    | 0-0 | 1-2   |       |
| (Germania) Bayern München      | 2-3  | Norwich City (Anglia)           | 1-2 | 1-1   |       |
| (Italia) Internazionale        | 4-3  | Apollon Limassol (Cipru)        | 1-0 | 3-3   |       |

### Optimi de finală
| Gazde (tur)                    | Scor | Oaspeți (tur)                | Tur | Retur | Extra |
| ------------------------------ | ---- | ---------------------------- | --- | ----- | ----- |
| (Portugalia) Sporting Lisabona | 2-3  | Austria Salzburg (Austria)   | 2-0 | 0-3   |       |
| (Germania) Eintracht Frankfurt | 2-0  | Deportivo La Coruña (Spania) | 1-0 | 1-0   |       |
| (Grecia) OFI Heraklion         | 1-6  | Boavista (Portugalia)        | 1-4 | 0-2   |       |
| (Franța) Girondins Bordeaux    | 1-4  | Karlsruher SC (Germania)     | 1-1 | 0-3   |       |
| (Belgia) KV Mechelen           | 1-5  | Cagliari (Italia)            | 1-3 | 0-2   |       |
| (Italia) Juventus              | 4-2  | Tenerife (Spania)            | 3-0 | 1-2   |       |
| (Danemarca) Brøndby IF         | 1-2  | Borussia Dortmund (Germania) | 1-1 | 0-1   |       |
| (Anglia) Norwich City          | 0-2  | Internazionale (Italia)      | 0-1 | 0-1   |       |

### Sferturi de finală
| Gazde (tur)                  | Scor | Oaspeți (tur)                  | Tur | Retur | Extra    |
| ---------------------------- | ---- | ------------------------------ | --- | ----- | -------- |
| (Austria) Austria Salzburg   | 6-5  | Eintracht Frankfurt (Germania) | 1-0 | 0-1   | 5-4 pen. |
| (Portugalia) Boavista        | 1-2  | Karlsruher SC (Germania)       | 1-1 | 0-1   |          |
| (Italia) Cagliari            | 3-1  | Juventus (Italia)              | 1-0 | 2-1   |          |
| (Germania) Borussia Dortmund | 3-4  | Internazionale (Italia)        | 1-3 | 2-1   |          |

### Semifinale
| Gazde (tur)                | Scor | Oaspeți (tur)            | Tur | Retur | Extra |
| -------------------------- | ---- | ------------------------ | --- | ----- | ----- |
| (Austria) Austria Salzburg | 1-1  | Karlsruher SC (Germania) | 0-0 | 1-1   |       |
| (Italia) Cagliari          | 3-4  | Internazionale (Italia)  | 3-2 | 0-2   |       |

### Finala
| Gazde (tur)                | Scor | Oaspeți (tur)           | Tur | Retur | Extra |
| -------------------------- | ---- | ----------------------- | --- | ----- | ----- |
| (Austria) Austria Salzburg | 0-2  | Internazionale (Italia) | 0-1 | 0-1   |       |